# Microiulus matulicii
Microiulus matulicii är en mångfotingart som först beskrevs av Karl Wilhelm Verhoeff 1901.  Microiulus matulicii ingår i släktet Microiulus och familjen kejsardubbelfotingar. Inga underarter finns listade i Catalogue of Life.